# Вальверде-де-ла-Вірхен
Вальверде-де-ла-Вірхен (ісп. Valverde de la Virgen) — муніципалітет в Іспанії, у складі автономної спільноти Кастилія-і-Леон, у провінції Леон. Населення — 6581 особа (2010).
Муніципалітет розташований на відстані близько 290 км на північний захід від Мадрида, 10 км на південний захід від Леона.
На території муніципалітету розташовані такі населені пункти: (дані про населення за 2010 рік)
- Ла-Альдеа-де-ла-Вальдонсіна: 73 особи
- Фресно-дель-Каміно: 349 осіб
- Монтехос-дель-Каміно: 602 особи
- Онсіна-де-ла-Вальдонсіна: 30 осіб
- Робледо-де-ла-Вальдонсіна: 289 осіб
- Сан-Мігель-дель-Каміно: 473 особи
- Вальверде-де-ла-Вірхен: 210 осіб
- Ла-Вірхен-дель-Каміно: 4555 осіб

## Демографія
Динаміка населення (INE ):